# Marek Moszczyński (samorządowiec)
Marek Feliks Moszczyński (ur. 16 stycznia 1949 we Wrocławiu, zm. 14 grudnia 2021 tamże) – polski samorządowiec, informatyk i menedżer, w latach 2003–2004 i 2006–2008 wicemarszałek województwa dolnośląskiego.

## Życiorys
Syn Ludwika i Danuty. W 1971 ukończył studia z zakresu elektroniki na Politechnice Wrocławskiej. Kształcił się podyplomowo w studium zarządzania i kierowania w służbie zdrowia przy Ministerstwie Zdrowia, a także zdał egzamin dla członków rad nadzorczych spółek Skarbu Państwa. Od 1990 do 2020 pełnił funkcję prezesa Dolnośląskiego Centrum Medycznego „Dolmed” S.A., został również prezesem Stowarzyszenia Dyrektorów Zakładów Opieki Zdrowotnej we Wrocławiu. Kierował projektem komputeryzacji szpitali we Wrocławiu, tworzył projekty anten telewizyjnych oraz pracował na samodzielnych stanowiskach informatycznych. Działał także w grupie negocjującej kontrakty pomiędzy świadczeniodawcami a kasą chorych i zasiadał w prezydium „okrągłego stołu” przy Ministerstwie Zdrowia, kierował strukturami NSZZ „Solidarność” w DCM Dolmed S.A.
Początkowo bezpartyjny, później związał się z Platformą Obywatelską. W 2002 bez powodzenia kandydował do rady miejskiej Wrocławia z listy Bloku Frasyniuka. 10 czerwca 2003 został powołany na stanowisko wicemarszałka województwa dolnośląskiego (odpowiedzialnego za zdrowie) po dołączeniu PO do SLD i PSL w zarządzie województwa. Utracił to stanowisko 25 sierpnia 2004, gdy odwołano całe władze i powołano nowy zarząd. Po raz kolejny został wicemarszałkiem 7 grudnia 2006 jako kandydat bezpartyjny. Ponownie odpowiadał za kwestie zdrowia. Pozbawiono go stanowiska 5 marca 2008 przy odwołaniu dotychczasowego zarządu.
Został pochowany na Cmentarzu Świętej Rodziny.

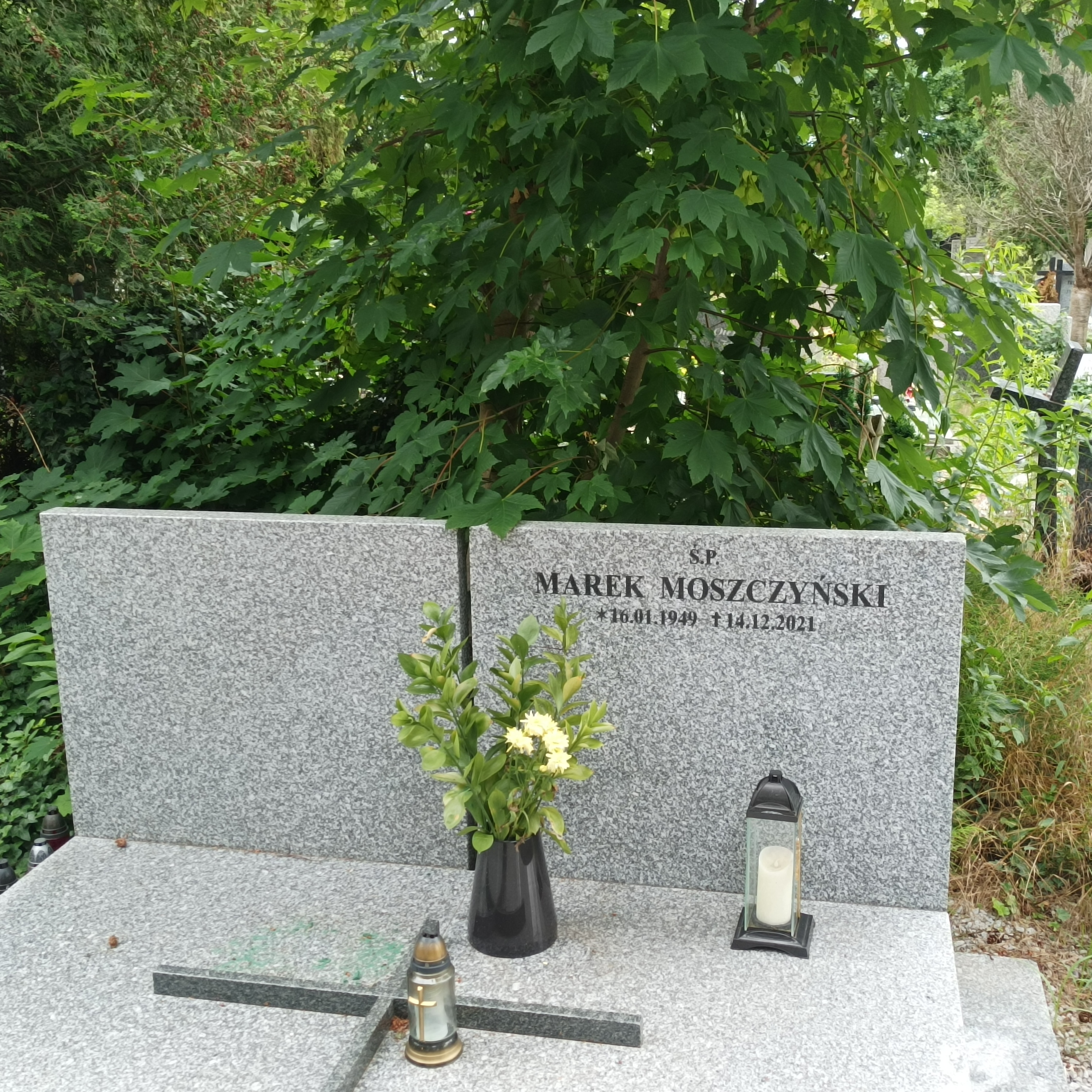
Grób Marka Moszczyńskiego na Cmentarzu Świętej Rodziny we Wrocławiu